# Rakı

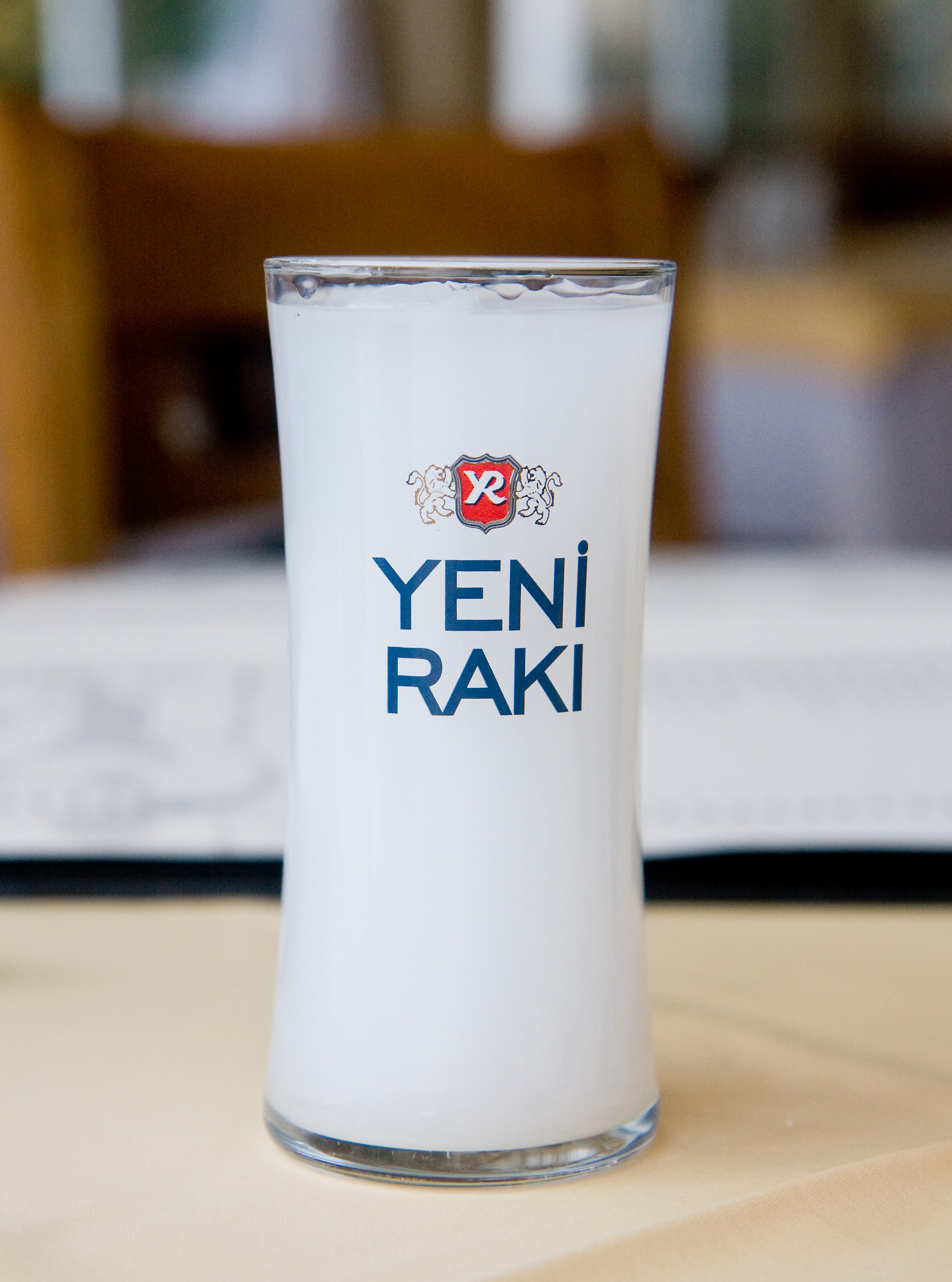
Yeni Rakı

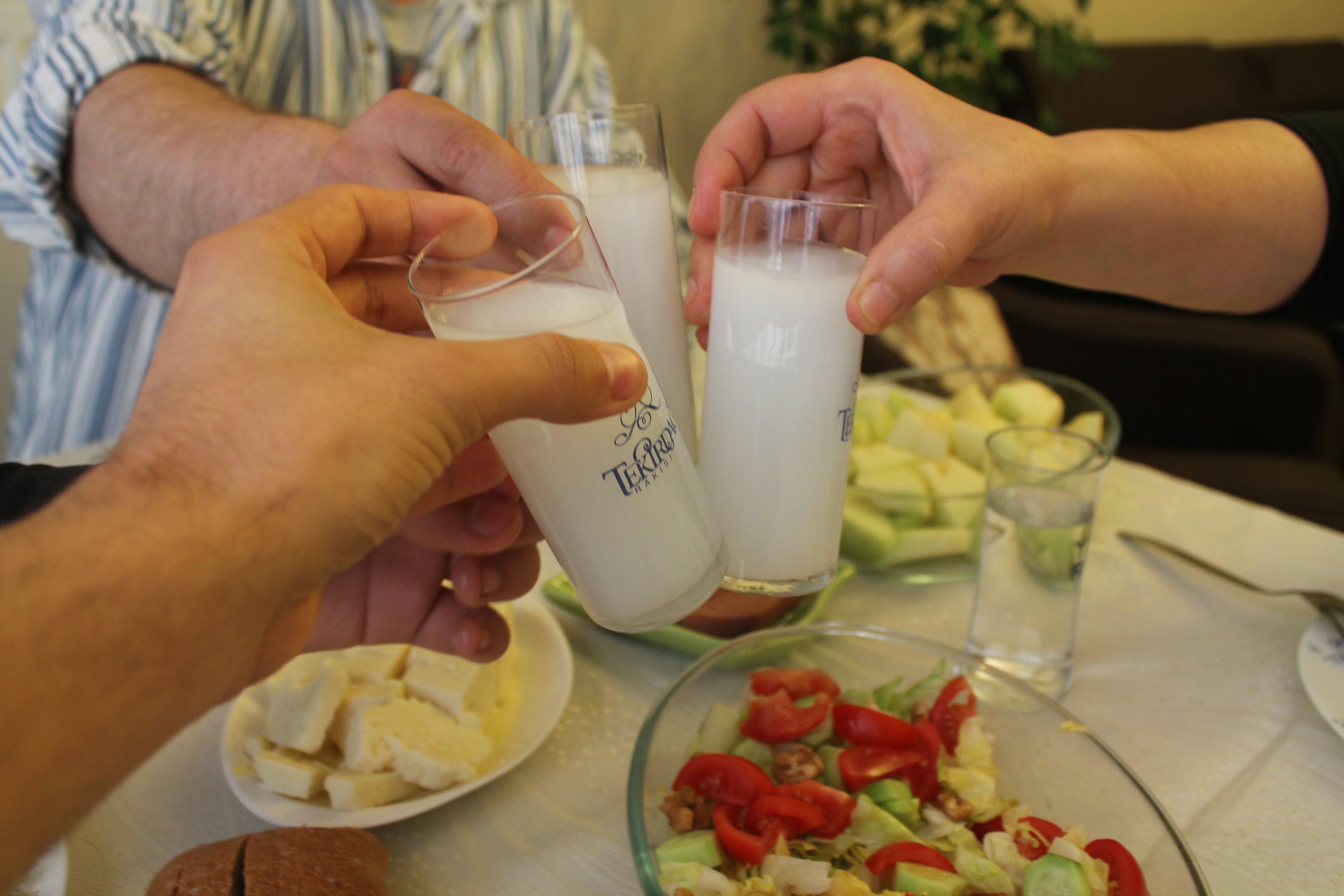
Rakı con agua

El raki (en turco: rakı /ɾaˈkɯ/ (escucharⓘ), en turco otomano "راقى" [ɾaˈkɯ]) es un licor anisado muy célebre en Turquía, similar a varias bebidas alcohólicas que se pueden encontrar en el Mediterráneo y en los Balcanes como el anís, pastis, sambuca, arak, ouzo, tsikoudia, tsipouro y mastika. Se elabora a partir de varias frutas, pero por lo general se emplean uvas y uvas pasas en su producción.

## Características
En Turquía la bebida se considera el licor nacional y es muy típico beberlo junto a unos entrantes turcos o meze. Generalmente, debido a su alta graduación, se toma mezclado con una parte igual de agua. Cuando se agrega el agua, la mezcla adquiere un color blanquecino, que es el que otorga a la bebida su conocido sobrenombre: Aslan Sütü, que significa la "leche del león".

## Historia
En el Imperio otomano, hasta el siglo XIX, los meyhanes (restaurantes tradicionales turcos), dirigidos por turcos y albaneses, se dedicaban principalmente a servir vino, junto con Meze, debido a las restricciones religiosas impuestas por varios sultanes. Aunque había muchos musulmanes entre los asistentes a los meyhanes, las autoridades de la sharia a veces imponían penas. Con la atmósfera relativamente liberal de la época Tanzimat (1839-1876), la asistencia a los meyhanes entre los musulmanes aumentó considerablemente, y el raki se convirtió en una bebida favorita entre los clientes. A finales de siglo, el raki tomó su forma estándar actual y su consumo superó al del vino.
Durante ese período, el raki se confeccionaba mediante la destilación del hollejo de las uvas (cibre) obtenido durante la fermentación del vino. Cuando la cantidad de hollejo era insuficiente, se añadían bebidas alcohólicas importadas de Europa. Si no se agregaba anís, tomaba el nombre de Duz raki (raki), mientras que el raki preparado con la adición de jarabe de goma fue denominado Sakiz rakisı (Raki de goma) o "Mastika", especialmente si se producía en la isla de Tenedos.
Con el colapso del Imperio otomano y la creación de la moderna República de Turquía, el raki de uva comenzó a ser destilado por la empresa estatal de monopolio de los alcoholes Tekel (que literalmente significa "una sola mano" o "monopolio"), con la primera fábrica inaugurada en 1944 en Esmirna. Al aumentar la producción de azúcar de remolacha, Tekel también empezó a destilar el alcohol de melaza y se introdujo una nueva marca de raki, hecho a base de azúcar-alcohol de remolacha, con el nombre de "Yeni raki" (literalmente, "Nuevo raki"). La melaza dio a este raki nuevo un sabor amargo distintivo y contribuyó a que se popularizara más esta bebida.
Hoy en día, con el incremento de la competencia del sector privado y la privatización de Tekel en 2004, surgieron varias nuevas marcas y tipos de raki, cada una con su propia y distinta composición y método de producción, a pesar de que las cualidades generales de la bebida en general se han mantenido coherentes, tales como Efe raki, Cilingir raki, Mercan raki, Fasil raki, Burgaz raki, Ata raki y Anadolu raki. Sarı Zeybek rakisı, otra marca reciente, es una bebida envejecida en barricas de roble, lo cual le da un color dorado distintivo.

## Tipos de raki
El raki estándar es un producto de uva, aunque puede ser producido también a partir de higos. El raki obtenido a base de higos es especialmente popular en las provincias del sur de Turquía, se le llama incir boğması, incir rakisı (raki de higos), o en árabe, Tini. Tekel dejó de producir el raki de higos en 1947.
Suma Raki, es decir, el raki destilado antes de la adición del anís, es producido generalmente a partir de uvas pasas, pero las fábricas de raki de vino establecidas en zonas de producción de vino, como Tekirdağ, Nevsehir y Esmirna, también pueden utilizar las uvas frescas para obtener raki de alta calidad. Recientemente, el Yas Uzum rakisı (raki de uva fresca) se ha vuelto más popular en Turquía. Una marca reciente, Efe raki, fue la primera compañía en producir Raki exclusivamente del jugo de uva fresca, llamado Efe Yas Uzum rakisı (raki Efe de uva fresca). Tekirdağ Altın Seri (Tekirdağ Etiqueta Dorada) siguió la tendencia y muchos otros han sido producidos por otras empresas.
Las más conocidas y populares marcas de raki, sin embargo, siguen siendo Yeni Raki, producido originalmente por Tekel, que ha transferido los derechos de producción a Mey Alkol con la privatización en 2004 de Tekel y Tekirdağ rakisı de la región de Tekirdağ, que es famoso por su sabor característico, que se cree que se debe al agua de las fuentes artesianas de Çorlu utilizadas en su producción. Yeni raki tiene un contenido de alcohol de 45% y 1,5 gramos por litro de anís; Tekirdağ rakisı es de 45% ABV y tiene 1,7 gramos por litro de anís. Hay también dos marcas de alta calidad llamadas Kulüp rakisı y Altınbaş, con un 50% de alcohol.
Dip rakisı (raki de abajo) es el raki que permanece en el fondo de los tanques durante la producción. El raki de fondo se piensa que captura mejor el aroma denso y el sabor, y se le llama özel raki (raki especial). En general no se consiguen comercialmente, pues las fábricas de raki los reservan como un regalo de prestigio para los grandes clientes.